# Le Livre noir
Pour les articles homonymes, voir Livre noir.
Le Livre noir (en russe : Чëрная Книга, translittération yiddish : Dos shvartse bukh, titre complet : Le Livre noir sur l'extermination scélérate des Juifs par les envahisseurs fascistes allemands dans les régions provisoirement occupées de l'URSS et dans les camps d'extermination en Pologne pendant la guerre de 1941-1945) est un ouvrage élaboré sous l'égide du Comité antifasciste juif, destiné à recueillir et publier des témoignages et documents sur l’extermination des Juifs et leur participation à la résistance armée  dans les territoires de l'URSS occupés par l'armée allemande durant la Seconde Guerre mondiale. La rédaction du Livre noir a été menée en 1944 et 1945 sous la direction d'Ilya Ehrenbourg et de Vassili Grossman avec la participation de 38 autres auteurs.

## La genèse du projet deLivre noir
Selon Itzik Fefer, l’idée de publier un Livre noir revient à Albert Einstein et aux écrivains Sholem Asch et Ben-Zion Goldberg (ru) qui en font la proposition au Comité antifasciste juif fin 1942. Le choix du titre du Livre noir s'inscrit dans la continuité du Livre brun sur l'incendie du Reichstag et la terreur hitlérienne et du Second livre brun de l’incendie du Reichstag publiés en Allemagne, respectivement en 1933 et 1934, par le « Trust Münzenberg » et du Black Book of Polish Jewry: An Account of the Martyrdom of Polish Jewry Under the Nazi Occupation  publié sous la direction de Jacob Apenszlak à New York en 1943 aux éditions American Federation for Polish Jews.
La décision définitive est prise au cours de l’été 1943 lors de la tournée de Solomon Mikhoels et Itzik Fefer aux États-Unis, à la suite des demandes réitérées d’Einstein et de ses collègues, et après avoir obtenu l’aval de la direction du Comité central du  Parti communiste d'Union soviétique.
Le Comité reçoit alors l’autorisation de réunir les documents et de coopérer avec le Comité éditorial américain afin de permettre la publication d’un ouvrage conjointement aux États-Unis et en Union soviétique (bien que cette dernière publication restât encore en suspens). Une commission littéraire du Livre noir est alors créée, présidée par Ilya Ehrenbourg.

## Bibliographie

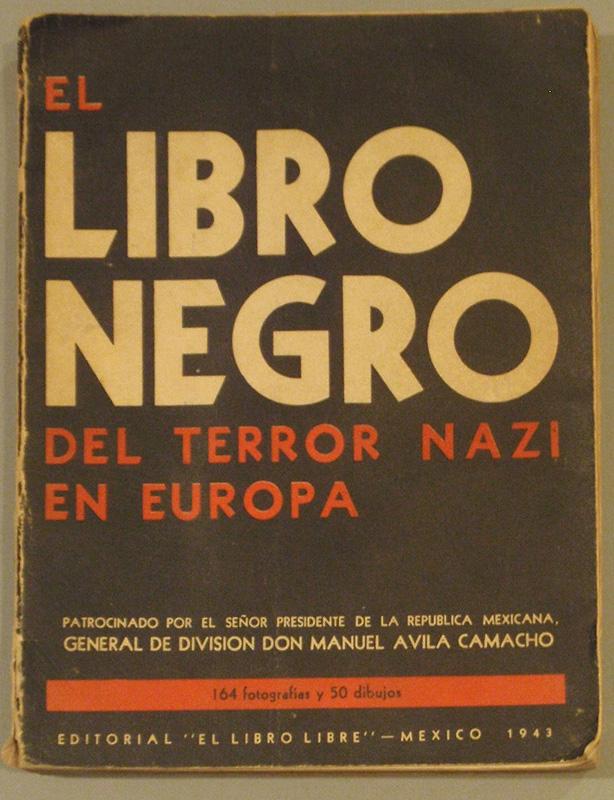
El libro negro

## La collecte des documents
La collecte des documents est en grande partie menée par Ilya Ehrenbourg et Vassili Grossman. En effet, présents sur le front en tant que journalistes, ils accompagnent l'Armée rouge dans les territoires tout juste libérés de l'occupation nazie et commencent à réunir dès 1943 des documents et témoignages sur les massacres commis par les Allemands. Vassili Grossman est le premier à écrire sur les camps d'extermination nazis en entrant à Treblinka en juillet 1944. Son récit L'enfer de Treblinka (Треблинский ад) sert de témoignage lors du procès de Nuremberg.
La documentation recueillie était conçue au départ comme témoignage pour l’histoire, mais aussi comme preuve sur les crimes nazis et le génocide juif. Les documents devaient être utilisés pour les accusations que les Alliés mettaient en place contre le nazisme. Il s’agissait alors aussi de garder témoignage de l’extermination et de son ampleur et de lutter contre l'antisémitisme.

## Les travaux de la commission littéraire
Ilya Ehrenbourg avait initialement prévu l’édition de trois livres : le premier devait être consacré à l’extermination des juifs sur le territoire de l’Union soviétique, le second aux héros juifs ayant combattu en tant que soldats dans l’Armée rouge et le troisième aux partisans juifs dans les territoires occupés par les Allemands.
Parallèlement au Livre noir, Ilya Ehrenbourg conçoit un recueil intitulé Cent lettres composé de courriers reçus pendant la guerre. Initialement destiné à être publié en russe et en français, la version russe ne verra jamais le jour pour cause de censure, mais la version française sera publiée à Moscou en 1944 aux Éditions en langue étrangère.
Bien que les travaux soient engagés, l'avenir du projet reste incertain. On fait ainsi dire à Ilya Ehrenbourg via le Comité antifasciste juif : « Faites ce livre. S'il est bon, il sera publié ». Début 1945, l’opposition croissante entre le CAJ et la commission littéraire pousse Ilya Ehrenbourg à la démission. En mai 1945 une nouvelle commission littéraire est créée sous le contrôle direct du CAJ. À la suite des directives du Sovinformburo le manuscrit est profondément modifié et toutes les allusions à la collaboration des populations locales avec les Allemands dans l’extermination des populations juives sont systématiquement supprimées.
Les travaux se poursuivent néanmoins sous la direction cette fois de Vassili Grossman.

## L'interdiction de l'ouvrage
Début 1946, une version partielle du manuscrit est diffusée à l’étranger dans dix pays, notamment aux États-Unis et en Roumanie, où elle sert de base à deux publications à New York et Bucarest. Le projet en russe est en revanche définitivement arrêté sur décision de la direction de la propagande et de l’agitation du Comité central du Parti communiste en octobre 1947. Deux mois plus tard, Solomon Mikhoels est assassiné à Minsk et les persécutions antijuives qui débutent en 1948 entraineront l’exécution de treize des auteurs du Livre noir membres du Comité antifasciste juif dans les sous-sols de la Loubianka..
Ce travail de recherche allait à l'encontre de la politique officielle soviétique visant à présenter les atrocités commises par les nazis comme perpétrées contre les citoyens soviétiques et à ne pas reconnaître la spécificité du génocide des Juifs, parallèlement à l'évolution du régime vers un antisémitisme stigmatisant le « cosmopolitisme sans racine » supposé des Juifs russes.
Malgré l'interdiction de l'ouvrage, une version des épreuves datant de 1947 corrigées par Vassili Grossman est confiée par ce dernier à une amie très proche, Ekaterina Zabolotskaïa. Celle-ci transmettra en 1970 ces épreuves à Nikolaï Kavérine qui les offrira à la fille d'Ilya Ehrenbourg, Irina Ehrenbourg. C'est elle qui fera sortir clandestinement les documents d'Union soviétique, permettant ainsi la première publication intégrale de l’ouvrage à Vilnius en 1993. Le Livre noir ne sera publié en Russie qu'en 2010.
Irina Ehrenbourg retrouvera également dans les archives de son père un dossier intitulé Questions juives contenant de nombreux documents non inclus dans le Livre noir. Ces documents, publiés en russe en 1994 sous le titre Les Juifs soviétiques écrivent à Ilya Ehrenbourg, 1943-1946, ont été par la suite traduits en hébreu puis en anglais en 2008 sous le titre The Unknown Black Book.

## Contenu de l'ouvrage
Le Livre noir a pour ambition de décrire de la façon la plus exhaustive possible les atrocités commises à l'encontre des populations juives par les Allemands dans les territoires occupés de l’URSS entre 1941 et 1945. Il est composé de deux catégories de documents, des documents bruts (lettres, journaux intimes, dépositions, procès-verbaux) et des essais rédigés par les auteurs à partir de sources directes ou de témoignages recueillis.
Ces textes sont ordonnés par chapitres, d'abord sur une base géographique, traitant successivement des faits s’étant déroulés en Ukraine, Biélorussie, RSFSR, Lituanie et Lettonie, puis sur une base thématique en traitant « Les Soviétiques, peuple uni », « Les camps d’extermination » et « Les bourreaux ».

## Les auteurs
- Margarita Aliguer
- Moché Altschuler
- Pavel Antokolski
- Vagram Apressian
- L. Bazarov
- Mikhaïl Chambadal
- M. Chneinman
- Maria Chkapskaïa-Andreeva
- Victor Chklovski
- Abraham Derman
- Abraham Efros
- Ilya Ehrenbourg
- Meir Eline
- Chakhno Epstein
- Itzik Fefer
- Rouvim  Fraerman
- Efim Hechman
- Valéria Guerassimova
- Leib Goldberg
- Vassili Grossman
- Vassili Ilenkov
- Véra Inber
- Vsevolod Ivanov
- Iakov Iosad
- Veniamine Kaverine
- Rachel Kovnator
- Leib Kvitko
- Vladimir Lidine (Gomberg)
- Bernard Mark
- Solomon Mikhoels
- Gheorgui Munblit
- Hirch Ocherovitch
- Lev Ozerov (en)
- Ovaldi Savitch
- Lidia Seïfoulina
- Hirch Smolar
- Avrom Sutzkever
- Leib Stronguine
- Ossip Tchorny
- Ilya Traïnine